# Myrmecaelurus venustus
Myrmecaelurus venustus is een insect uit de familie van de mierenleeuwen (Myrmeleontidae), die tot de orde netvleugeligen (Neuroptera) behoort. 
Myrmecaelurus venustus is voor het eerst wetenschappelijk beschreven door Hölzel in 1970.